# Tự Cống
Tự Cống (giản thể: 自贡; phồn thể: 自貢; bính âm: Zìgòng; tên khác: Tzu-kung) là địa cấp thị thuộc tỉnh Tứ Xuyên, Cộng hòa Nhân dân Trung Hoa.

## Các đơn vị hành chính
Địa cấp thị Tự Cống quản lý các đơn vị cấp huyện sau:

### Các quận nội thành
Các quận:
- Đại An (大安区)
- Tự Lưu Tỉnh (自流井区)
- Cống Tỉnh (贡井区)
- Duyên Than (沿滩区)

### Các huyện
Các huyện
- Huyện Vinh (荣县)
- Phú Thuận (富顺县)

## Đơn vị kết nghĩa
- Goseong, Hàn Quốc